# Roncocreagris andalusica
Espèce
Synonymes
- Microcreagris iberica andalusica Beier, 1953

Roncocreagris andalusica est une espèce de pseudoscorpions de la famille des Neobisiidae.

## Distribution
Cette espèce est endémique d'Espagne. Elle se rencontre en Andalousie et en Aragon.

## Description
Roncocreagris andalusica mesure 2,5 mm.

## Systématique et taxinomie
Cette espèce a été décrite sous le protonyme Microcreagris iberica andalusica par Beier en 1953. Avec son espèce, elle est placée dans le genre Roncocreagris par Mahnert en 1976. Elle est élevée au rang d'espèce par Ćurčić et Legg en 1990.

## Étymologie
Son nom d'espèce lui a été donné en référence au lieu de sa découverte, l'Andalousie.

## Publication originale
- Beier, 1953 : Weiteres zur Kenntnis der iberischen Pseudoscorpioniden-Fauna. Eos, vol. 28, p. 293-302 (texte intégral).